# Konstriktning
En konstriktning är en stil inom konsten. Benämningen används för övergripande stilar som rör många konstnärer och under en längre tid, åtminstone några år. Många av konstriktningarna slutar med -ism (till exempel kubism och futurism), och benämns därför ofta som ismer. Benämningen av de olika konstriktningarna har ibland myntats av de utövande konstnärerna själva (till exempel dadaism och suprematism) och i andra fall av omvärlden och då speciellt konstkritiker (till exempel impressionism och fauvism). I många fall har benämningen uppkommit först efter konstriktningens slut, detta gäller speciellt äldre tiders stilar (till exempel rokoko och manierism).
Närbesläktade ord:
- Konststil används om stilar oberoende av storlek. Begreppet kan användas såväl för en konstriktning, en lokal tillfällig stil eller en enskild konstnärs stil.
- Skola används oftast om en lokal undergrupp till en konstriktning. Till exempel var Barbizonskolan en grupp konstnärer inom realismen. Hudson River-skolan och Düsseldorfskolan var varianter under romantiken. I dessa fall används alltså inte ordet "skola" i betydelsen utbildningsanstalt, utan enbart "lokal konststil". Begreppet skola används även inom äldre måleri, till exempel Rubens skola. Det används då som beteckning för en krets konstnärer (eller elever) som studerat för en mästare, eller efterföljare till konstnären.
- Konströrelse är en målinriktad och tidsbegränsad insats av en grupp konstnärer inom någon konstriktning. Ofta har konstnärerna en gemensam filosofi.

## Tidiga
| Renässansen (ca 1400–1550) |

| Manierism (ca 1520–1620) Överdrivna former, tillgjorda teatraliska rörelser och oklara perspektiv. |

| Barocken (sent 1500-tal–tidigt 1700-tal) |

## 1700-talet
| Rokoko (ca 1710–1760) . |

| Nyklassicism (ca 1750–1820) Var inspirerad av antika grekiska och romerska teman och ideal. |

## 1800-talet
| Romantiken (ca 1780–1880) Avbildar verkligheten på ett romantiskt och ofta dramatiskt sätt. - Düsseldorfskolan – Stil under romantiken såsom undervisad på konstakademien i Düsseldorf - Hudson River-skolan – Amerikansk variant med dramatiska bergslandskap. - Orientalism – Orientaliska motiv. - Prerafaeliter (ca 1848–) – Engelsk stil. Historiska motiv med förkärlek för medeltida legender. |

| Realism (ca 1850–) Avbildar verkligheten som den är. - Barbizonskolan – Stil under realismen utgående från en grupp konstnärer i Barbizon, Frankrike - Naturalism – Ställde ännu högre krav på verklighetsskildringen. |

| Impressionism (ca 1870–) Lade mer fokus på färg och ljusspel än detaljer. |

| Symbolism (ca 1880–) Ville avlägsna sig från de realistiska motiven. |

| Jugend eller Art Nouveau (ca 1880–1910) Dekorativ stil med slingrande linjer hämtade från växtriket. |

| Pointillism (ca 1880–) Bilden byggs upp med små målade färgprickar. |

## Modernism(ca 1890–)
Modernismen är en sammanfattande benämning för de nya stilarna inom konsten.
| Cloisonism eller Syntetism (ca 1890–) Rena färgfält med mörka konturer. |

| Fauvism (ca 1905-1910) Förenklar verkligheten och använder mycket starka färgfält. |

| Kubism (ca 1907–) Avbildar verkligheten med raka hårda linjer, kantiga färgfält och former. |

| Expressionism (ca 1910–) Förvränger verkligheten både till form och färg. |

| Abstrakt konst (ca 1910–) Bilder som inte föreställer något eller som åtminstone skiljer sig väsentligt från verkligheten. |

| Futurism (ca 1910–) Italiensk stil som framställde gestalter och föremål i rörelse. Hyllade energin i det moderna maskinsamhället, - Vorticism – Engelsk motsvarighet (från eng. Vortex = Virvelstorm). |

| Suprematism (ca 1915–) Rysk konststil med enkla geometriska former. |

| Dadaism (ca 1916-1922) Ville skilja sig från det klassiska skönhetsbegreppet och istället skaka om och chockera betraktaren med absurda motiv, nonsensdikter med mera. |

| Art Deco (ca 1920-1939) Dekorativ stil. Motiven togs ofta från Orienten, Egypten, det antika Grekland och Rom. |

| Surrealism (ca 1920–) Skildrade drömliknande scener. |

| Abstrakt expressionism (ca 1940–) Stil från USA. Slumpmässiga och till synes tillfälliga former som fläckar, plumpar, rispor, repor och färgstänk. Försöker ge ett kraftfullt och spontant intryck, som om verket har "kladdats" fram. - Tachism – Europeisk motsvarighet. - Action painting – Konst där färgen droppas eller kastas på tavlan. |

| Popkonst (ca 1954 –) Motiven hämtas från den populära masskulturen. |

| Minimalism (ca 1960–) Mycket enkla former som upprepas enligt principer som konstnären själv ställt upp. |

| Fotorealism eller Superrealism (ca 1960–) Försöker avbilda verkligheten lika exakt som ett fotografi. |

| Opkonst (ca 1960–) Optisk konst. Består ofta av en mängd små former, linjer eller starka färger som ständigt förändras inför ögat. |

| Graffiti (ca 1970–) Spraykonst i det offentliga rummet. |